# Peroxisoom

Peroxisoom (schematisch)

Een peroxisoom (ook wel peroxysoom genoemd) is een celorganel in een eukaryote cel. Een enkel membraan sluit het af van het cytosol (interne vloeistof van een cel). Christian de Duve ontdekte deze celorganellen in 1965.
Peroxisomen ontstaan door binaire deling. Eerst groeien ze waarna ze gaan delen. Peroxisomen zijn 0,2-1 micrometer in doorsnede. Ze komen vooral voor in de lever, maar ook in plantencellen.

## Functies
Peroxisomen zijn in staat waterstofperoxide (H2O2) te vormen door waterstof bij zuurstof te plaatsen. Dit kan verschillende functies hebben. Peroxisomen staan in voor de synthese van bepaalde fosfolipiden die betrokken zijn bij de efficiënte geleiding van impulsen in zenuwcellen.
Peroxisomen in de lever zijn bijvoorbeeld in staat giftige stoffen zoals alcohol te detoxificeren. Bij dit proces wordt de waterstof van de gifstoffen bij zuurstof geplaatst en waterstofperoxide gevormd. Waterstofperoxide is zelf ook giftig, maar peroxisomen bevatten enzymen om deze stof om te zetten in water en zuurstofgas. Een enzym dat dit kan is katalase (CAT), en is veel te vinden in de peroxisomen.
Peroxisomen staan ook in voor de eerste stappen in de oxidering van vertakte vetzuren.

Katalase is een enzym dat H2O2 kan afbreken tot H2O.